# Paquito D'Rivera
Paquito D'Rivera (Francisco de Jesús Rivera Figueras) (Marianao, La Habana, 4 de junio de 1948) es un músico cubano de jazz, clarinetista y saxofonista alto, tenor y soprano. 
Apasionado tanto del jazz como de la música clásica, uno de los principales objetivos de su obra es hacer del primero parte integrante de la segunda.

## Biografía
Hijo del saxofonista y director de orquesta cubano Tito D'Rivera, empezó a estudiar música con cinco años y a los siete ya era un niño prodigio que actuaba en público. A esa edad firmó un contrato con la célebre compañía fabricante de instrumentos musicales Selmer. En palabras del propio artista:

“Mi padre fue un saxofonista retirado del ejército, quien importó de Francia la escuela clásica del Conservatorio de París. Estudiaba su instrumento 26 horas diarias, y contaba que yo me sentaba a su lado en una sillita con un saxofoncito plástico, a imitarlo.” (...) “A los 5 años de edad, como él tenía una pequeña oficina de importaciones musicales que traía, entre otras cosas, los instrumentos Selmer de París, me ordenó un saxofón chiquitico, me enseñó a tocarlo, y un año más tarde me presentó con el quinteto de saxos de la orquesta Cosmopolita en una fiesta de fin de curso de la escuela Emilia Azcárate, de mi barrio, Marianao”. 

En 1958, con diez años, toca en el Teatro Nacional de La Habana con gran éxito. Si bien había aprendido a tocar el saxofón soprano, cuando conoció el saxo alto se inclinó por este tipo, que aprendió a tocar con ayuda de un libro. Con doce años entra en el conservatorio de La Habana para estudiar clarinete, composición y armonía. En 1966, con diecisiete años y ya considerado un virtuoso debuta con la Orquesta Sinfónica Nacional de Cuba como solista en un concierto televisado a nivel nacional. Al año siguiente funda junto con el pianista Chucho Valdés la Orquesta Cubana de Música Moderna que dirigió durante algo más de dos años, compaginando esta actividad con su trabajo en la Orquesta Nacional y otras agrupaciones como la Banda del Ejército Cubano. Posteriormente, en 1973, funda junto con ocho músicos de la Orquesta de Música Moderna y otros tres artistas el grupo Irakere que fusiona el jazz, rock, música tradicional cubana y música clásica creando un estilo totalmente nuevo que causó sensación en los festivales de Newport y Montreux en 1978. Con este grupo recorrió Norteamérica y Europa y fue nominado para varios premios Grammy en 1979 y 1980, de los que ganó uno por el primer año en la categoría Best latin recording por su primer disco, homónimo de la banda. Este grupo hizo historia al convertirse en la primera banda cubana que firmó con una compañía norteamericana tras la victoria de Fidel Castro.

"De Irakere tengo los mejores recuerdos, fue una experiencia única. Sólo que no sabíamos que estábamos haciendo una cosa que iba a ser tan trascendental".

En mayo de 1980, cansado de su situación en Cuba, D'Rivera abandona el viaje, durante una escala que hizo en España, en un vuelo que iba a Finlandia, solicitando asilo en la embajada norteamericana, dejando a su mujer e hijos en la isla. Su madre Maura, su padre Tito y su hermana Rosario habían dejado Cuba en 1968 y ya eran ciudadanos estadounidenses. Su hermano Enrique, que casualmente salía ese mismo día de Cuba,(rehén en Cuba, para que paquito no abandonara Irakere) vía la flotilla del Mariel, reside en la actualidad en Atlanta, Georgia. Su hijo Franco vive en Miami, Florida. Paquito fue ayudado por numerosas personas como Dizzy Gillespie, David Amram, Mario Bauza y Bruce Lundvall y rápidamente se ganó el respeto de la comunidad de músicos de jazz. Su fama se consolidó con la publicación de sus dos primeros discos en solitario, Paquito Blowin en junio de 1981 y Mariel en julio del siguiente año, así como por un artículo de la revista Time y por actuar en el programa de la cadena de televisión CBS Sunday Morning.
En Estados Unidos colaboró con algunos músicos de jazz como Arturo Sandoval, Claudio Roditi, Michel Camilo y rescató del ostracismo yanki al pianista Bebo Valdés, padre de Chucho. Durante los años 80 colaboró con Gillespie, con el que funda en 1988 la United Nations Orchestra, banda de quince miembros. D´Rivera colaboró con muchos otros grupos, como los fundados por él; Paquito D'Rivera Big Band, el Paquito D'Rivera Quintet, con los que tocaba respectivamente jazz y música de cámara, sus dos grandes pasiones, Triángulo, de calypso y salsa o el Caribbean Jazz Project. Además trabajó en solitario y con otras bandas como cuando 1988 actuó como solista con la National Simphony Orchestra. También comenzó a componer para otros grupos como el Gerald Danovich Saxophone Quartet y el Aspen Wind Quintet.
Además de su faceta de intérprete D'Rivera es un notable compositor tanto de jazz como de música clásica. Entre sus composiciones más célebres figuran Gran Danzón para la Orquesta Filarmónica de Róterdam y estrenada en 2002 en el Kennedy Center for Performing Arts, en Washington, Panamericana Suite, estrenada en el año 2000 en el Lincoln Center de Nueva York o Rivers, estrenada por la New Jersey Chamber Music Society. En 2017 estrenó en Europa junto a la Orquesta de Valencia en el Palau de la Música su obra sinfónica The Elephant and the Clown. Sus composiciones son editadas en exclusiva por la compañía Boosey and Hawkes. 

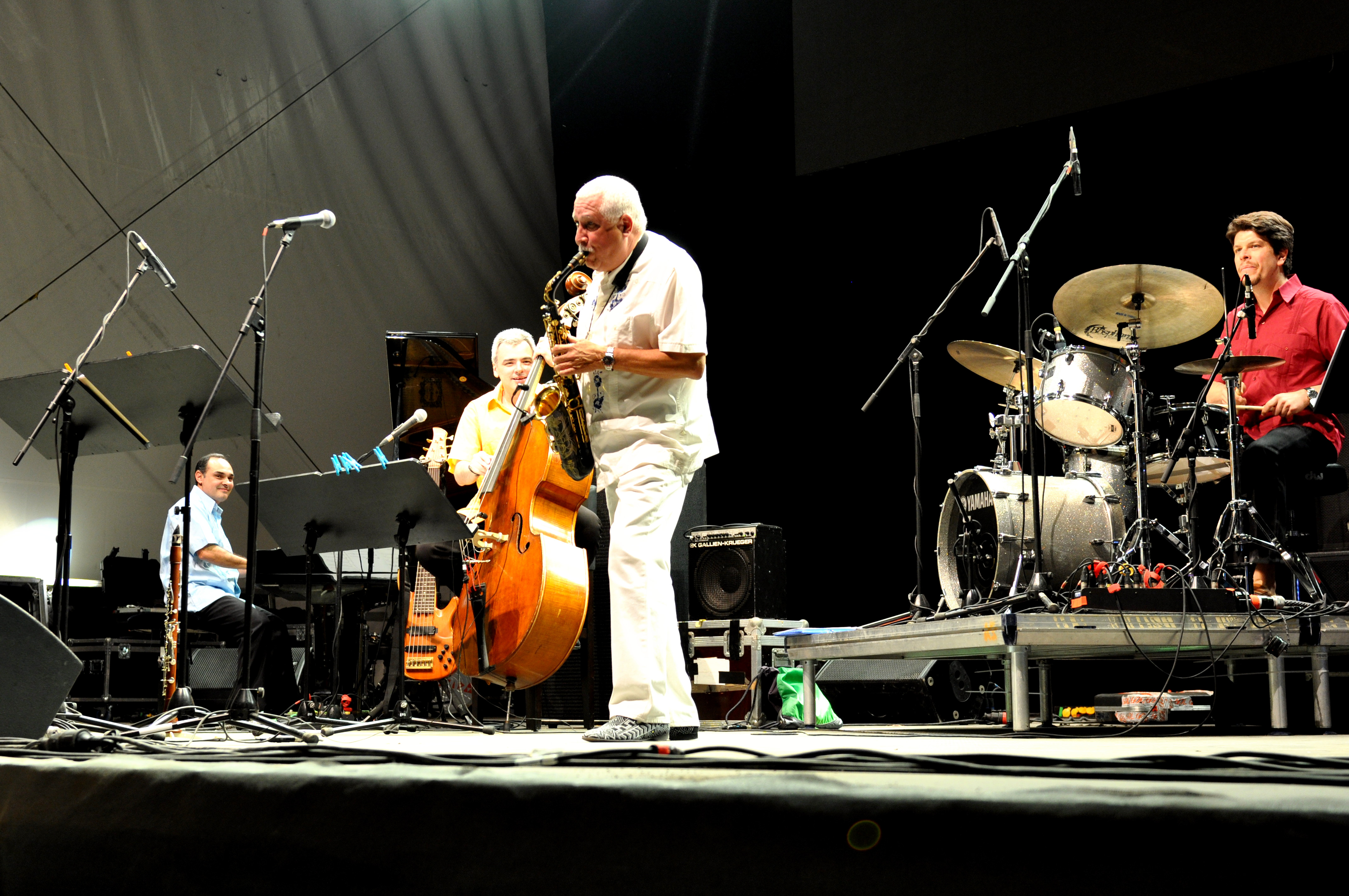
Paquito D'Rivera con el Trío Corrente 2015 en el festival Horizonte en la Fortaleza de Ehrenbreitstein

Ha colaborado con numerosos músicos de géneros diversos como el Ying Quartet, Turtle Island String Quartet, el pianista Alon Yavnai, y los violonchelistas Mark Summer y   Yo-Yo Ma. Es miembro del Alon Yavnai-Paquito D'Rivera Duet y del Jazz Chamber Trio. Entre los numerosos galardones y reconocimientos que ha recibido a lo largo de su carrera destacan siete grammys en diversos años, un doctorado honoris causa en música por el Berklee College of Music y la medalla nacional de las artes de Estados Unidos.  
En la actualidad continúa actuando regularmente con las bandas fundadas por él y colaborando con orquestas de todo el mundo.

### Vida personal
Paquito vive en North Bergen, en Nueva Jersey, con su mujer, la cantante Brenda Feliciano. Dirige cada año el Festival Internacional de Jazz de El Tambo en Uruguay. En el año 2000 publicó en España un libro de memorias Mi vida saxual (ISBN 8432208485, ISBN 9788432208485), publicada por Seix Barral y con prólogo de Guillermo Cabrera Infante. Además ha publicado una novela: Oh! La Habana (MT Editores, ISBN 9788496106208) que relata el ambiente artístico de la Cuba de los años 40 y 50. El músico ha expresado sus deseos de volver a tocar en su patria, si bien no antes del retorno de la democracia.

## Discografía
- 1978-79 Irakere, CBS Lp35655
- 1979 Havana Jam, CBS LP Pc2/36053 (incorrectamente etiquetado como "P. Rivera")
- 1981 God Rest Ye Merry Jazzmen, CBS Lp37551, D’Rivera invitado en “God Rest Ye Merry Gentlemen”
- 1981 Paquito D’Rivera, Blowin', CBS Fc37374
- 1982 Mariel, CBS Fc38177
- 1983 The Young Lions, Elektra/Musicians 60*196 (colaboración)
- 1983 Paquito D’Rivera, Live At The Keystone Korner, CBS Fc38899
- 1984 Paquito D’Rivera, Why Not!, CBS Fc39584
- 1985 Explosión, CBS Jz*20038
- 1987 Paquito D’Rivera, Manhattan Burn, CBS Fc40583
- 1987 Le Quatuor de Saxophones (Gerald Danovitch Saxophone Quartet), CBC (Colaboración)
- 1988 Paquito D’Rivera, Celebration, CBS C44077
- 1989 If Only You Knew Victor Mendoza, L&R Records Cdlr450*19 (colaboración)
- 1989 Libre-Echange Free Trade/Gerald Danovitch Saxophone Quartet, Cbc Jazzimage 2-0118
- 1989 Paquito D’Rivera, Tico Tico, Chesky Records Jd34
- 1989 Return To Ipanema, Town Crier Tcd516 (reeditado por Town Crier como Paquito D’Rivera)
- 1989 Live At Royal Festival Hall, Dizzy Gillespie & The United Nation Orchestra, Enja Rz 79658 (Usa: Mesa/Blue Moon 79658) (colaboración)
- 1989 Autumn Leaves-Severi Comes (Severi Pyysalo), Selecta (Colaboración)
- 1990 Live At Birdland, Claudio Roditi, Candid 79515
- 1991 Reunion/Paquito D’Rivera Featuring Arturo Sandoval, Messidor Cd-15805-2, reeditado en 2004 Pimienta Records 245 360 610-2
- 1991 Havana Cafe, Chesky Records Jd60
- 1992 Paquito D’Rivera, Who's Smokin’?!, con James Moody, Candid Ccd79523
- 1992 La Habana-Rio Conexión (The Havana-Rio Connection) Messidor 158*20-2
- 1993 Paquito D'Rivera Presents 40 Years Of Cuban Jam Session, Messidor 15826-2
- 1994 Paquito D’Rivera & The United Nation Orchestra/A Night In Englewood, Messidor 15829-2
- 1995 The Caribbean Jazz Project Artists: Paquito D’rivera/Dave Samuels/Andy Narell Heads Up International Hucd 3033/Humc 3033
- 1995 Achango's Dance (Caribbean Jazz Project), Heads Up International
- 1996 Messidor’s Finest Volume 1 Paquito D’Rivera, Messidor 15841-2 (disco recopilatorio)
- 1995 The Caribbean Jazz Project, Artistas: Paquito D’Rivera/Dave Samuels/Andy Narell, Heads Up International Hucd 3033/Humc 3033
- 1996 First Take (Groovin’ High), Ed Cherry (France) A Division Of Polygram, D’Rivera toca en “Achango’s Dance”
- 1996 Messidor’s Finest Volume 1 Paquito D’Rivera, Messidor 15841-2, (disco recopilatorio)
- 1996 Cuban Jazz RMM (Colaboración)
- 1996 Portraits Of Cuba Paquito D’Rivera, Chesky Records Jd145
- 1996 Island Stories (Caribbean Jazz Project), Heads Up International (Colaboración)
- 1997 Paquito D’Rivera Chamber Music From The South, con la participación de Pablo Zinger y Gustavo Tavares, grabado en Río De Janeiro, Brasil Mix House Mh0002
- 1997 Pixinguinha 100 Años/Alfredo Da Rocha Vianna Hijo, grabado en directo en el Centro Cultural Banco Do Brasil, enero de 1997, D’Rivera aparece como artista invitado en “Naquele Tempo” y “Um A Zero”
- 1997 Caribbean Jazz Project Island Stories/Paquito D’Rivera/Dave Samuels/Andy Narell, Heads Up Hucd3039
- 1997 Robert Baksa, For Winds, Bronx Arts Ensemble, D’Rivera toca en “Alto Sax Sonata”, Newport Classic Npd85624
- 1997 Paquito D’Rivera & The United Nation Orchestra Live At Mcg, grabado en directo en el Manchester Craftsmen’s Guild, Pittsburgh, Pensilvania, 14 de febrero de 1997, Jazz Mcg1003 (Blue Jackel)
- 1998 Paquito D’Rivera 100 Years Of Latin Love Songs, Heads Up International Ltd. Inak 30452
- 1998 Música De Dos Mundos/Music From Two Worlds Paquito D’Rivera/Brenda Feliciano/Aldo Antognazzi, grabado en diciembre de 1998 en Argentina, Acqua Records Aq 012
- 1999 Paquito D’Rivera - Habanera, Absolute Ensemble/Kristjan Jarvi, Enja Records Enj-9395 2, grabado en septiembre de 1999 en el Clinton Studio (colaboración)
- 1999 Paquito D’Rivera Cubarama Termidor Musikverlag, grabado en mayo de 1999 (disco recopilatorio)
- 1999 Paquito D’Rivera Tropicana Nights/Un Paraíso Bajo Las Estrellas De Cuba, Chesky Records Jd186, grabado el 20-21 de abril de 1999
- 2000 Paquito D’Rivera Quintet Live At The Blue Note, Half Note Records 516*20, grabado en Nueva York el 20 de agosto de 1999
- 2001 Jazz Latino/A Collection Of Latin Inspirations, Chesky Records Jd212 (colaboración)
- 2001 Turtle Island String Quartet/Danzón, Koch International Classics Kic-Cd-7529 (colaboración)
- 2001 Mexico City Woodwind Quintet/Visiones Panamericanas, Urtext Digital Classics Jb Cc051, toca su composición “Wapango”
- 2001 Calle 54, BSO de la película de Fernando Trueba
- 2002 Paquito D’Rivera & The Wdr Band/Big Band Time, Termidor Musikverlag & Timba Records 59773-2
- 2002 Historia Del Soldado (L’ Histoire Du Soldat), Dd&R Cb R014, distribuido por Karonte: A.G.S ISBN 84-95561-15-8
- 2002 Paquito D’Rivera/Brazilian Dreams, colaboración especial de las New York Voices y de Claudio Roditi, Manchester Craftmen’s Guild Mcgj 1010
- 2002 Big Band Time, Timba
- 2002 Paquito D’Rivera/The Clarinetist, Universal 160523
- 2002 The Best Of Paquito D’Rivera, Legacy/Sony Records International Sicp 5044 (recopilatorio)
- 2002 The American Saxophone Quartet, con Paquito D’Rivera The Commission Project (Paquito D’Rivera/Franco D’rivera) Sons Of Sound
- 2004 Riberas/Paquito D’Rivera Cuarteto de Cuerdas Buenos Aires, Epsamusic 0500-02
- 2004 Paquito D'Rivera The Jazz Chamber Trio Co Mark Summer, Cello And Alon Yavnai, Piano Chesky Records Jd293
- 2005 Amazon River - Hendrik Meurkens, Blue Toucan Music, D’Rivera participa como artista invitado en “Lingua De Mosquito” y “The Peach” * 2006 Música Para Los Amigos/ Paquito Para Los Amigos, Sony/ Bmg 828768*19032 (recopilatorio)
- 2006 Caribbean Jazz Project/ Mosaic Concord Music Group, Inc. Ccd 30033-2, D’Rivera colabora en varios temas
- 2008 Sebastian Schunke/Paquito D´Rivera - Back in New York, Connector con Antonio Sánchez, John Benitez, Pernell Saturnino, Anders Nilsson
- 2009 Paquito D'Rivera/Chano Domínguez - Quartier Latin, lky records